# Cumières
Cumières è un comune francese di 851 abitanti situato nel dipartimento della Marna nella regione del Grand Est.
La piccola cittadina francese è gemellata con Felino, paese in provincia di Parma celebre per la produzione di salame.

## Società

### Evoluzione demografica
Abitanti censiti